# پودیبرادی
پودیبرادی (به چکی: Poděbrady) یک منطقهٔ مسکونی و شهرستان دارای شهرک سابقاً روستا در جمهوری چک است که در ناحیه نیمبورک واقع شده‌است. پودیبرادی ۱۴٬۰۳۲ نفر جمعیت دارد.

## خواهرخوانده
شهرهای پیه‌شتانی و تارانت خواهرخوانده‌های پودیبرادی هستند.